# Philo-Verlag

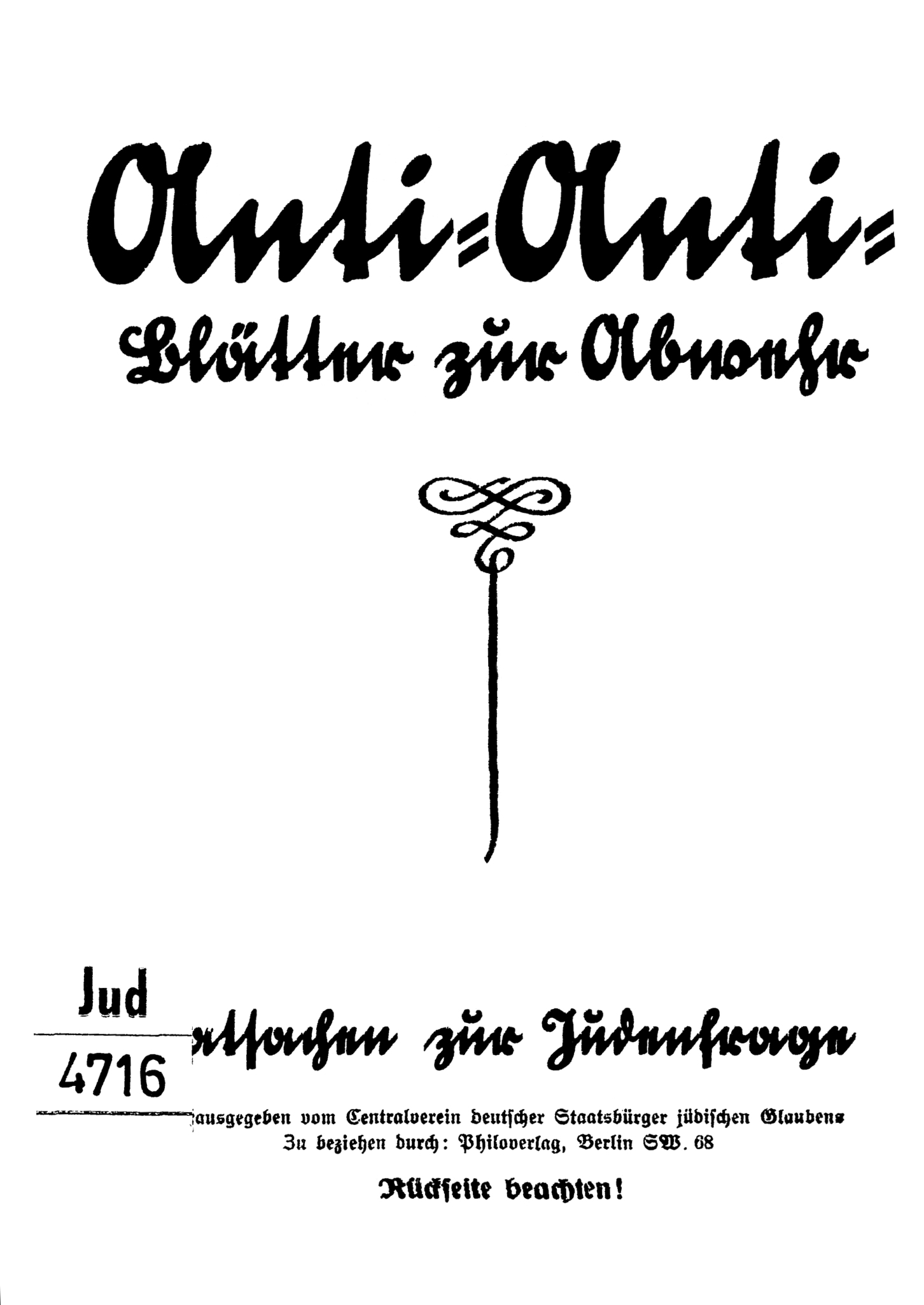
Anti-Anti-Blätter zur Abwehr –Tatsachen zur Judenfrage (1924)

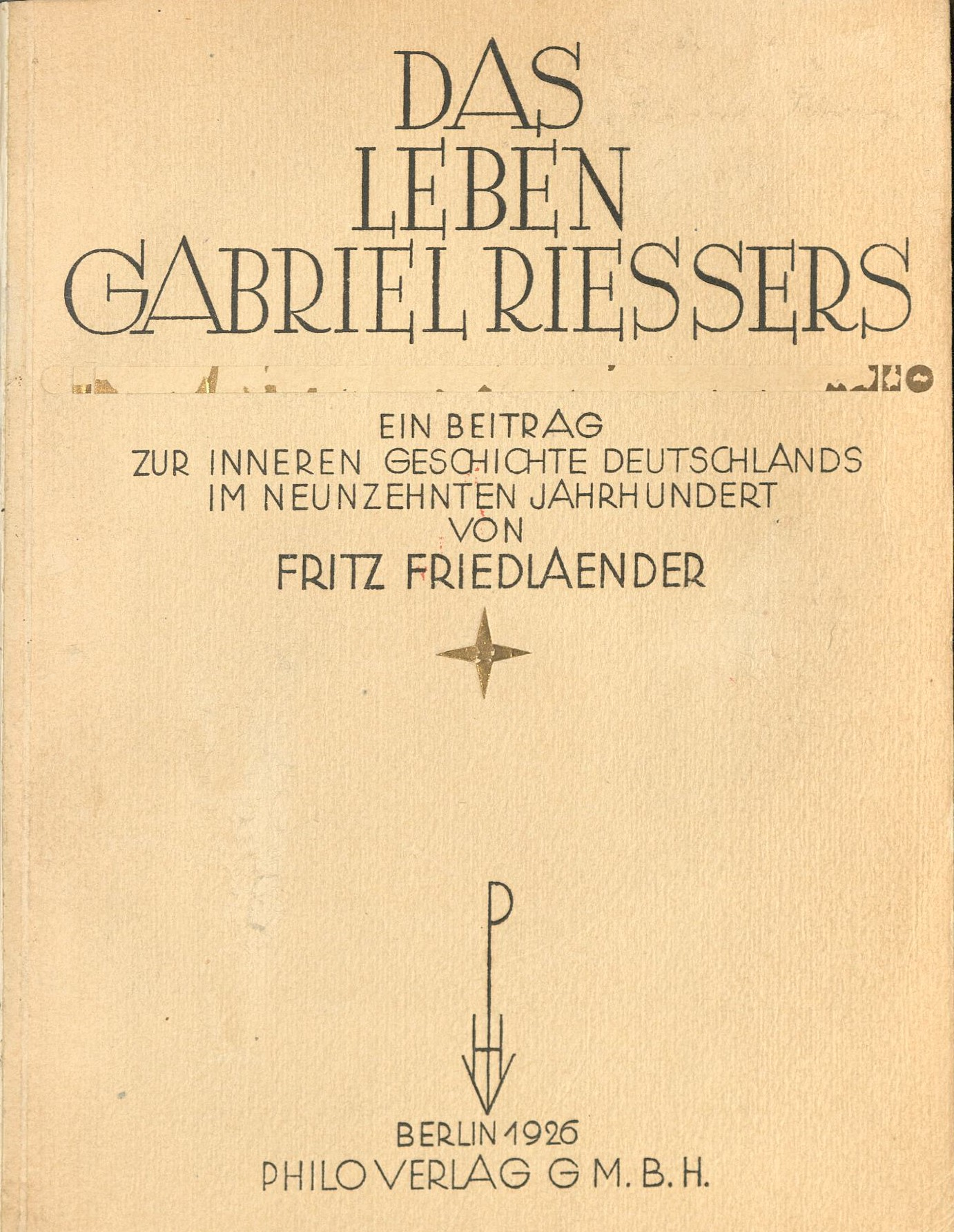
Einbandgestaltung Rudolf Growald (1926)

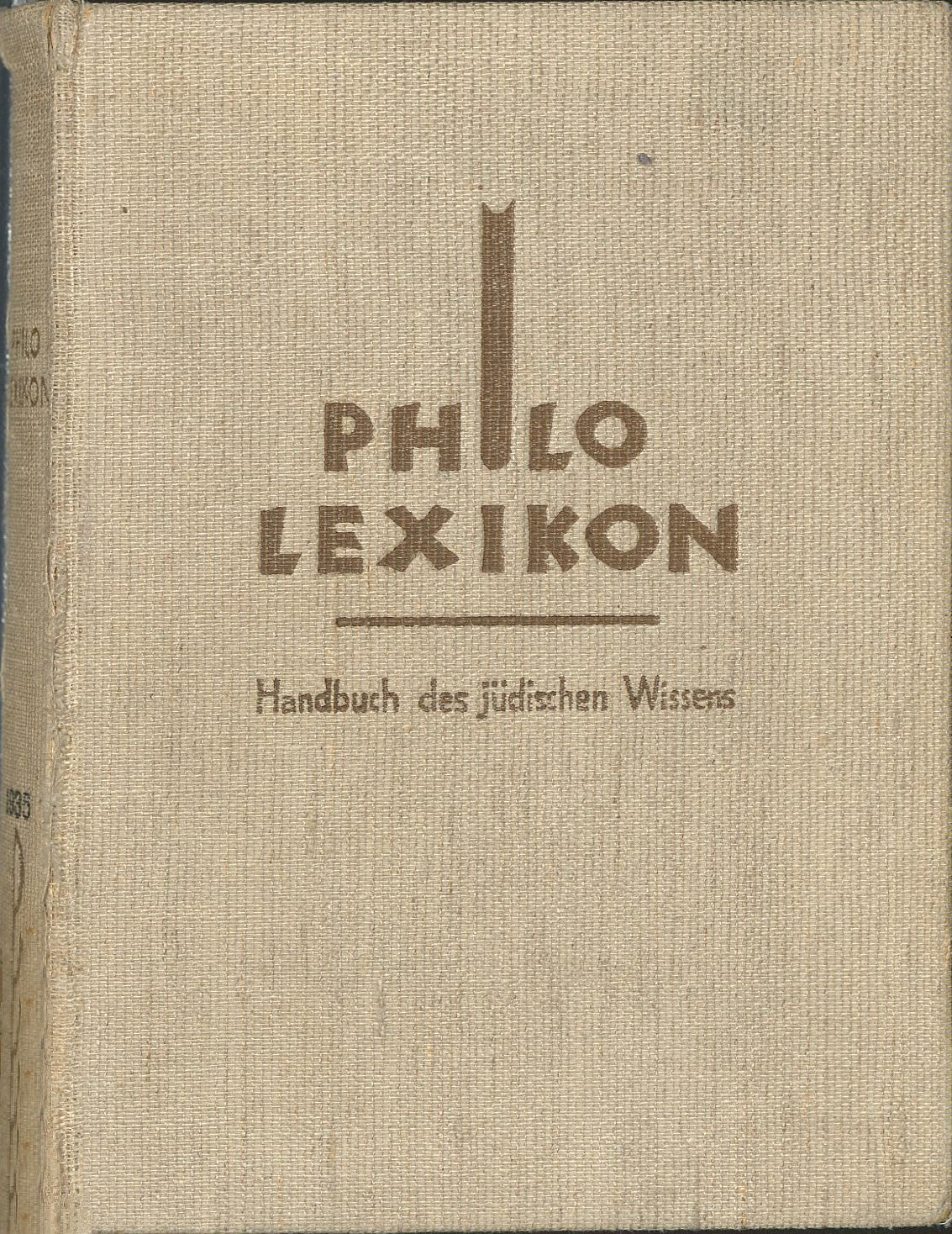
Philo-Lexikon (1935)

Der Philo-Verlag war ein deutscher Verlag, der 1919 vom Centralverein deutscher Staatsbürger jüdischen Glaubens (C.V.) gegründet und 1938 im nationalsozialistischen Deutschland zwangsweise geschlossen wurde. Der Verlagsname wurde 1996 reaktiviert, ohne dass damit eine inhaltliche oder Rechtsnachfolge verbunden war.

## Geschichte

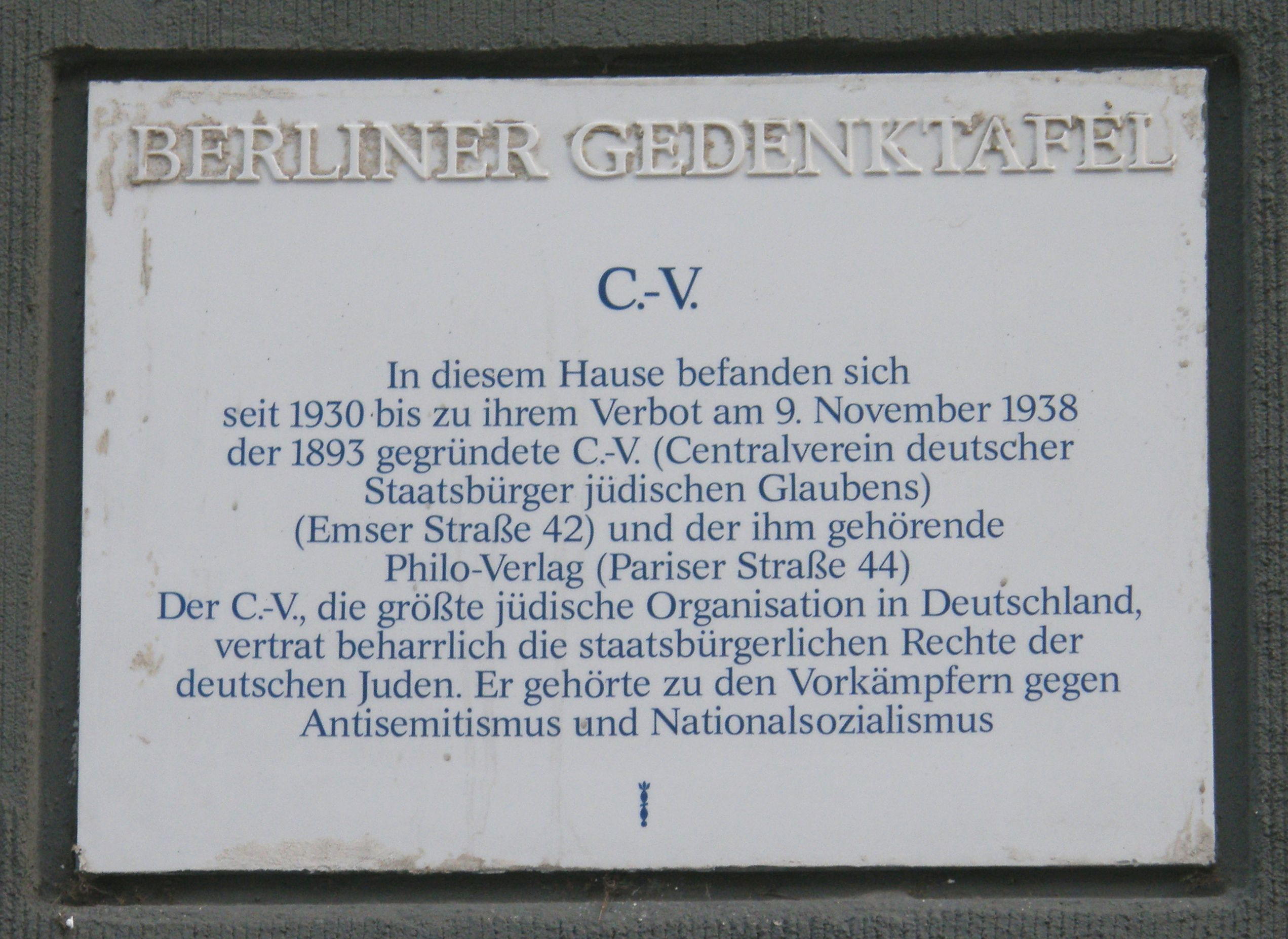
Gedenktafel am ehemaligen Sitz des C.V. in Berlin-Wilmersdorf, Pariser Straße 44

Der 1893 gegründete jüdische Interessenverband C.V. strebte die vollständige Judenemanzipation ohne Assimilation in der deutschen Gesellschaft an. Er versuchte in der deutschen Gesellschaft für ein Verständnis für das Judentum zu werben und stellte sich gegen den in der Gründungszeit nicht nur im Deutschen Reich zunehmenden Antisemitismus. Der C.V. grenzte sich dabei auch in seinen Publikationen von der zionistischen Bewegung ab, die ihre Schriften im 1902 gegründeten Jüdischen Verlag herausgaben. Der C.V. publizierte eine wachsende Zahl von Schriften, die bei Fremdverlagen platziert oder bei Druckereien in Auftrag gegeben wurden.
Der eigene Verlag wurde nach der Hauptversammlung des C.V. im Mai 1919 gegründet. Ausschlaggebend waren einerseits in der Wirtschaftskrise nach dem Ersten Weltkrieg betriebswirtschaftliche Gründe, um die Produktions- und Vertriebskosten für die eigenen Broschüren zu senken, und andererseits die Flut von antisemitischen Broschüren und Flugblättern, die in der politischen Anfangskrise der Weimarer Republik einer verunsicherten Bevölkerung und deren Presse als Allheilmittel angeboten wurden.
Der Verlag und die gleichzeitig eingerichtete Buchhandlung hatten zunächst ihre Geschäftsräume am Sitz des C.V. in der Lindenstraße 13 in Berlin-Kreuzberg, 1930 bezogen Verlag und Buchhandlung größere Räume in der Emser Straße 42 und wurden damit durch die räumliche Distanz auch etwas unabhängiger in der Arbeit. Im Juni 1933 wurde die Buchhandlung aus Sicherheitsgründen wegen nationalsozialistischer Übergriffe nach Wilmersdorf in die Pariser Straße 44 verlegt.
Leiter des Verlags wurde der Syndikus des C.V., Ludwig Holländer. Der Verlag wurde nach dem jüdischen Politiker Gabriel Riesser (1806–1863) Gabriel Riesser Verlag benannt. Bis Ende 1919 erschienen je eine Schrift von Holländer, Benno Jacob, Alfred Wiener und Hans Goslar, sowie eine anonym angezeigte. Ein Rechtsstreit mit dem Neffen des Namensgebers, Jacob Riesser, der sich vom Judentum losgesagt hatte, führte dann zur Umbenennung in Philo Verlag, Namenspatron war nun Philon von Alexandria.
Im Philo-Verlag wurde nun auch die Vereinszeitschrift Im deutschen Reich (IdR) (1895–1922) verlegt, abgelöst von der wöchentlichen CV-Zeitung (1922–1938), deren Chefredakteur Alfred Hirschberg (1901–1971) wurde. Lucia Jacoby (1889–1944) hatte bereits als Sekretärin beim C.V. gearbeitet und dann als Redaktionssekretärin die Zeitschrift IdR geleitet, sie löste 1922 Holländer in der Verlagsleitung des Philo-Verlages ab. Stellvertretender Direktor des Verlags wurde der Jurist Alfred Wiener, der auch als Redakteur bei der Wochenzeitung arbeitete.
Im Verlag wurde ab 1925 die Zweimonatsschrift Der Morgen (1925–1938) herausgegeben, die zunächst von Julius Goldstein (1873–1929) betreut wurde, und ab 1929 auch eine „Neue Folge“ der Zeitschrift für die Geschichte der Juden in Deutschland (1929–1937), die von Ismar Elbogen, Aron Freimann und Max Freudenthal wissenschaftlich betreut wurde.
In den 20 Jahren der Existenz des Verlags erschienen circa 200 Broschüren und Bücher von jüdischen und nichtjüdischen Verfassern, davon um die 160 vor dem Jahr 1933. Herausragend mit sieben Auflagen und 40.000 gedruckten Exemplaren war die 1924 erstmals gedruckte Loseblattsammlung Anti-Anti. Tatsachen zur Judenfrage für Diskussionsredner.

## Zeit des Nationalsozialismus
Nach der Machtergreifung der Nationalsozialisten 1933 verschlechterten sich die Lebensbedingungen der Juden in Deutschland und damit auch die Bedingungen für die Vereins- und Verlagsarbeit.
Dem Verlag waren fortan Bücher nicht-jüdischer Verfasser ebenso verboten wie der Verkauf seiner Schriften an Nicht-Juden. Die Verleger jüdischer Verlage versuchten dem Konflikt mit der Führung der NSDAP und der willfährigen und ebenso antisemitischen Staatsbürokratie auszuweichen. Statt aufklärerischer Schriften über die antisemitischen Strömungen in der Gesellschaft kamen Bücher zur Orientierung über die Lage der Juden, Bücher zur Belehrung und Bücher zur Unterhaltung heraus. Auch im Kinderliteraturprogramm wurden die im absehbaren Konflikt mit der NS-Zensur problematischen Titel aus dem Programm genommen. Der Leseklientel konnte nur noch mit vorsichtiger moralischer Unterstützung geholfen werden, die Emigration wurde nun auch für die im C.V. organisierten Juden Teil der Realität. Die Schriften der Kleinen Philo-Bücherei, das 1935 erstmals erschienene Philo-Lexikon. Handbuch des jüdischen Wissens, das Philo-Zitaten-Lexikon (1936) waren solche Titel mit einem praktischen Nutzen. 1938 erschien im Verlag des Jüdischen Kulturbundes noch der Philo-Atlas. Handbuch für die jüdische Auswanderung von Ernst G. Löwenthal, es war die letzte Neuerscheinung eines jüdischen Buches bis 1945.
Nach der Reichspogromnacht wurde der Verlag am 10. November 1938 zwangsweise geschlossen. Der Jüdische Kulturbund musste die Restbestände aller geschlossenen jüdischen Verlage übernehmen. Die Tätigkeit des Kulturbundes wurde 1941 zwangsweise beendet und die verbliebenen deutschen Juden in Konzentrationslager deportiert.

## Philo-Verlag ab 1996
In der Bundesrepublik Deutschland wurde das Philo-Lexikon 1982 im neu gegründeten Jüdischen Verlag nachgedruckt. Ein PHILO-Verlag wurde 1996 gegründet; außer über den Namen verbindet den Verlag wenig mit dem Namensvorgänger. 1999 wurde dort der Philo-Atlas mit einer zusätzlichen, umfangreichen wissenschaftlichen Kommentierung durch Susanne Urban-Fahr nachgedruckt. Auch zeichnet der Philo Verlag mit Sitz in Berlin, Hamburg und Wien regelmäßig für die Herausgabe ihrer eigenen Reihe Philothek und einzelner Bände der Reihe Bonner Biblische Beiträge (BBB) verantwortlich.